# Thoros al Edessei

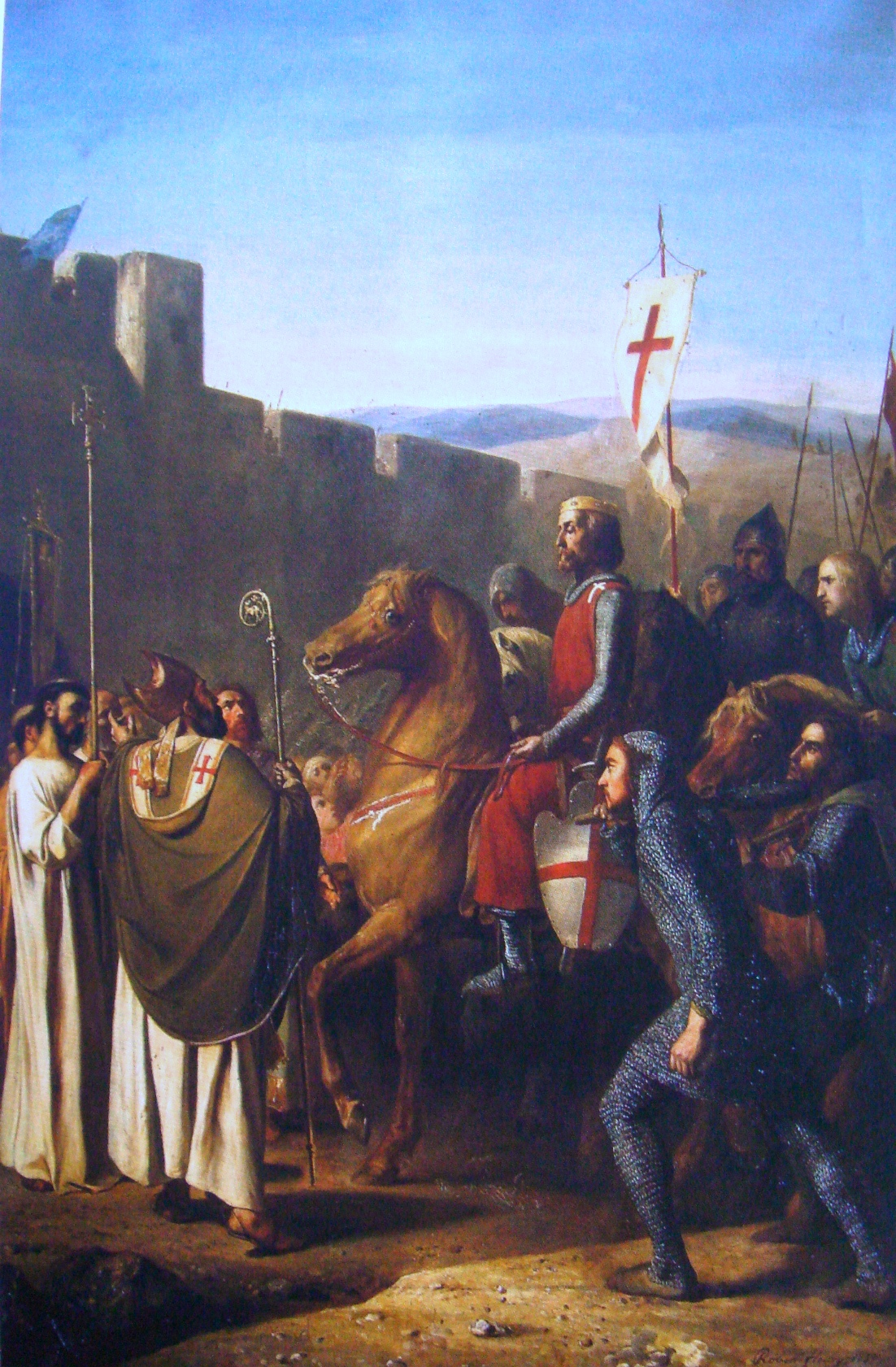
Balduin de Boulogne intră în Edessa în februarie 1098. El este arătat ca fiind bine primit de clerul armean, care a salutat sfârșitul tutelei Constantinopolului.

Thoros al Edessei (uneori Theodoros, în armeană Թորոս կուրապաղատ, n. secolul al XI-lea – d. 9 martie 1098, Edessa, Şanlıurfa, Comitatul de Edessa) a fost un conducător armean de Edessa în timpul primei Cruciade. Thoros a fost un ofițer (curopalat) în timpul Imperiului Bizantin și locotenent al lui Philaretos Brachamios. Era armean, însă practica credința ortodoxă greacă.

## Biografie
Cronica lui Matei din Edessa indică că „Thoros fiul lui Hethum” a fost instalat ca guvernator al Edessei de către Tutuș I, care la învins și ucis pe emirul Bouzan în 1094. Thoros a încercat imediat să preia controlul personal asupra orașului; când Yaghi-Shiyan, emirulul de Antiohia și Ridwan, și emirul de Alep, s-au refugiat în Edessa după ce au fost învinși de Malik Șah I, Thoros a încercat să-i ia captivi și să-i răscumpere. Ceilalți nobili din Edessa nu au fost însă de acord cu asta și aceștia au fost eliberați. Thoros a fortificat ulterior Edessa și înfrâns garnizoana turco-armeană a citadelei orașului. Turcii și ortochizii au asediat orașul timp de două luni, dar nu au reușit să-l captureze chiar după ce au pătruns prin zidurile orașului. Turcii s-au retras, iar Thoros a fost recunoscut ca conducător al orașului.
Fiind creștin ortodox grec, el nu era iubit de subiecții săi armeni din Edessa. El a rezistat atacurilor selgiucizilor, cu toate acestea, în 1098 a trebuit să ceară ajutor de la cruciații care erau ocupați în asediul Antiohiei.
Balduin de Boulogne venise la Edessa mai degrabă, decât să participe la asediu, încercând probabil să-și preia un teritoriu pentru el însuși și a capturat cetatea Turbessel. Thoros la invitat la Edessa pe Balduin și a făcut o alianță cu el în februarie 1098. Balduin l-a convins treptat pe Thoros să-l adopte ca fiu și moștenitor, dar după ce a făcut acest lucru, Balduin i-a atacat pe ofițerii lui Thoros și a asediat citadela orașului. Thoros a fost de acord să cedeze orașul și a planificat să fugă cu familia sa la Melitene, însă la scurt timp după aceea, pe 9 martie, a fost asasinat de locuitorii armeni ai orașului, posibil instigați la comanda lui Balduin, iar Balduin a devenit primul conte de Edessa.

## Vezi și
- Comitatul de Edessa